# Chris Hala'ufia
Pas d'image ? Cliquez ici

a Compétitions nationales et continentales officielles uniquement.

b Matchs officiels uniquement.
Dernière mise à jour le 9 juillet 2022.
Chris Hala'ufia, né le 24 octobre 1978 à Neiafu (Tonga), est un joueur de rugby à XV international tongien évoluant aux postes de troisième ligne aile ou troisième ligne aile. Il mesure 1,93 m pour 115 kg.

## Carrière

### En club
Chris Hala'ufia rejoint l'Angleterre en 2003 en signant avec le club de Bradford & Bingley RFC qui évolue alors en National League 3 North (cinquième division anglaise). Après de bonnes performances (35 essais inscrits en une saison) et un titre de champion, il rejoint le club italien du SKG GRAN Parma Rugby en 2004-2005, puis, il retourne en Angleterre pour la saison 2005-2006 pour jouer en RFU Championship avec Rotherham.
Il tente sa chance au niveau supérieur en 2006, en signant avec les Harlequins en Premiership. Il reste deux saisons avec le club, disputant 37 matchs pour 2 essais inscrits.
En 2008, rejoint les London Irish avec qui il va rester jusqu'en 2014 et devenir un joueur majeur (111 matchs, 19 essais). 
En 2014, il signe avec la franchise galloise des Scarlets en Pro12. Il quitte cependant le club en Octobre 2014 avant d'avoir disputé le moindre match, pour rejoindre les London Welsh sous la forme d'un prêt de deux semaines, qui deviendra ensuite un transfert définitif jusqu'à la fin de saison,.
Après la saison catastrophique des London Welsh et leur relégation, il rejoint en 2015 la Pro D2 française et le club du RC Narbonne. Il quitte le club au bout d'une saison, et seulement cinq matchs joués,.
Il passe ensuite une saison sans jouer, avant de jouer une dernière saison avec le Bracknell RFC (en) en sixième division anglaise,.

### En équipe nationale
Il obtient sa première cape internationale avec l'équipe des Tonga le 20 mai 2000 à l’occasion d’un match contre l'équipe du Canada à Vancouver.

## Palmarès

### En club
- Vainqueur de la National League 3 North en 2004 avec Bradford & Bingley RFC
- Finaliste de l'Aviva Premiership en 2009 avec les London Irish

### En équipe nationale
- 24 sélections entre 2000 et 2009[2].
- 25 points (5 essais)
- Sélections par années : 2 en 2000, 5 en 2001, 2 en 2002, 2 en 2004, 5 en 2005, 5 2006, 2 en 2007 et 1 en 2009.